# Secretaria da Justiça e Cidadania do Estado de São Paulo
| '                                                                                      |              |
| Rua Guaianases, 1.024 - Campos Elíseos - São Paulo (SP) https://www.justica.sp.gov.br/ |              |
| Criação                                                                                | 1869 - 1888  |
| Ficheiro:Secretaria da Justiça e Cidadania                                             |              |
| Atual secretário                                                                       | Fábio Prieto |

A Secretaria da Justiça e Cidadania do Estado de São Paulo está situada no Palácio Campos Elíseos, na Rua Guaianases, 1.024, região central de São Paulo, desde setembro de 2024. Anteriormente (a partir de 1997), ocupou os prédios 148 e 184, no Largo Pátio do Colégio, região da Sé. Esses edifícios foram projetados pelo engenheiro e arquiteto paulista Francisco de Paula Ramos de Azevedo (1851-1928), entre 1869 e 1888, para originalmente ocuparem a Secretaria da Agricultura (nº 148) e a Secretaria da Fazenda e do Tesouro (nº 184).

## História
Em 1886, o arquiteto paulista Ramos de Azevedo mudou-se de Campinas para São Paulo a convite do Barão de Parnaíba para realizar um projeto de prédio público no Pátio do Colégio, com a proposta inicial de abrigar as repartições públicas do governo paulista do século XIX. O objetivo do Governo de São Paulo era abrigar as suas principais repartições. 

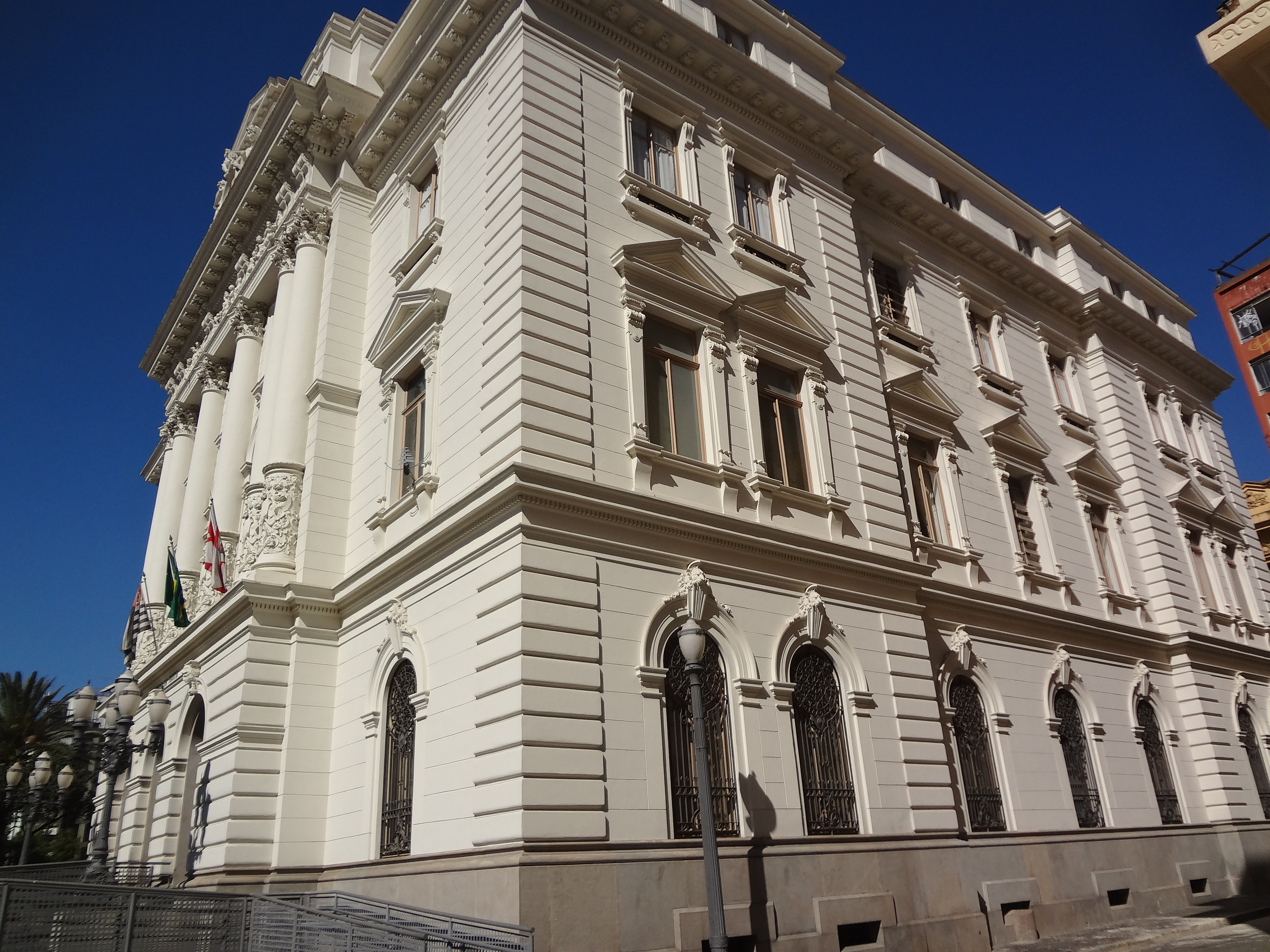
Lateral da antiga Secretaria da Agricultura, atual Secretaria da Defesa da Cidadania (nº 148)

O primeiro edifício, de número 184, teve sua pedra fundamental lançada no dia 7 de setembro de 1881 e foi inaugurado no dia 9 de março de 1891, para abrigar a Secretaria da Fazenda e do Tesouro. O segundo edifício, 148, foi inaugurado 1896 como Secretaria da Agricultura. 

Em dezembro de 1927, com as demandas do governo se ampliando, as secretarias passaram a ganhar outras estruturas. A Lei 2.226 reorganizou a estrutura da Secretaria da Justiça, passando a chamá-la de Secretaria da Justiça e Segurança Pública, cabendo a administração da Justiça, do Ministério Público, da Junta Comercial e do Serviço Penitenciário (entre outras). 

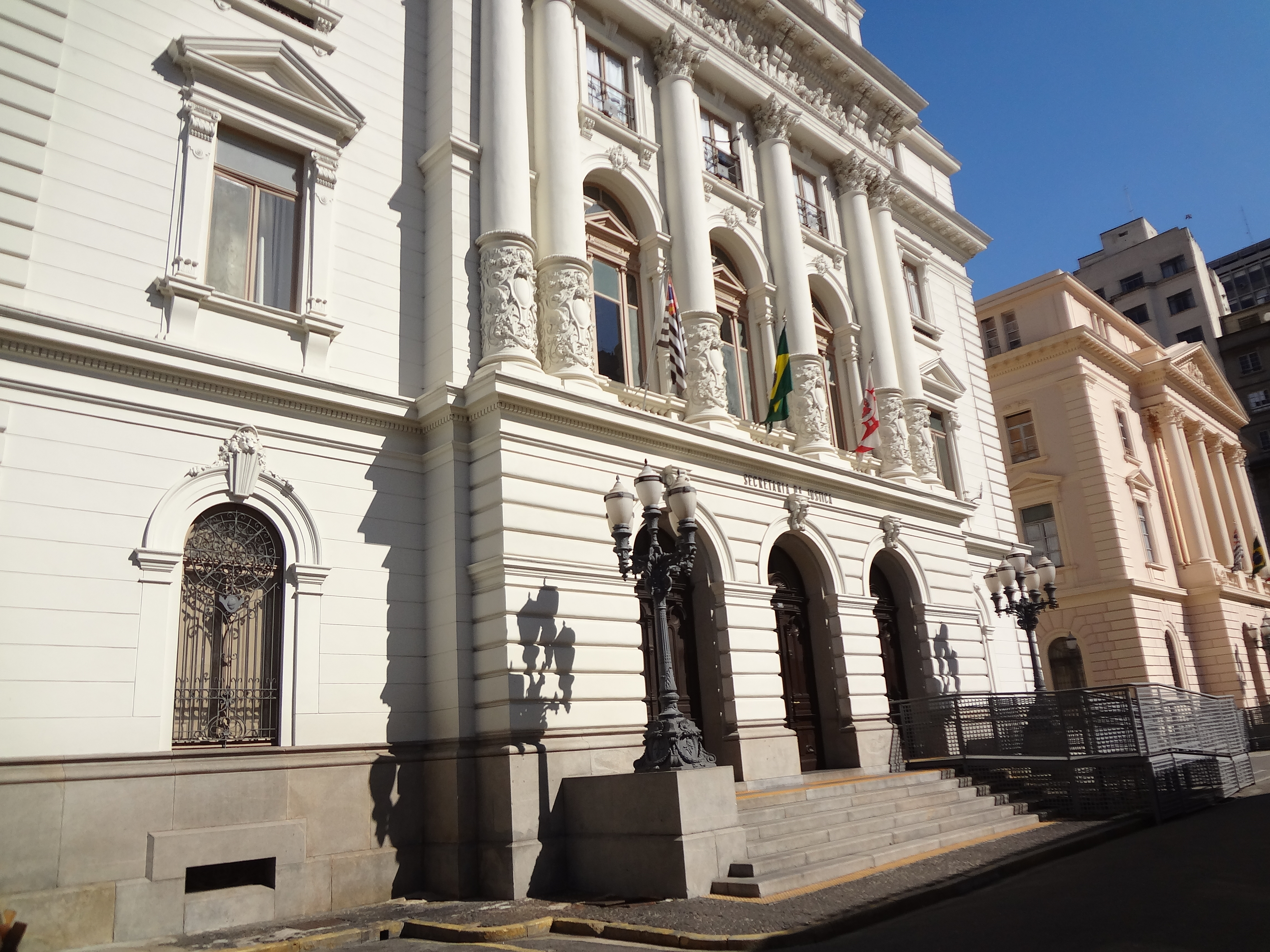
Antiga Secretaria da Agricultura, atual Secretaria da Defesa da Cidadania

No dia 22 de janeiro de 1987, o edifício 148 da Secretaria passou a se chamar "Palácio Ernesto Leme", em homenagem ao jurista Ernesto Leme que ocupou o cargo de secretário da Justiça, entre 1964 e 1965, por meio da Lei 5.533. Sob o decreto 43.739, de 30 de 1998, o prédio de número 184, recebeu o nome de "Palácio Manoel Pedro Pimentel". Este, foi um secretário da Justiça que exerceu o cargo entre os anos de 1975 e 1979 e, portanto, o nome em sua homenagem.. 
Ao longo dos anos, a Secretaria foi ampliando seu desempenho no atendimento ao cidadão, ganhando outras extensões. O Instituto Oscar Freire (I.O.F), mais tarde Instituto de Medicina Social e Criminologia de São Paulo (IMESC), foi uma dessas primeiras extensões sob o Decreto de nº 54.468, de 16 de junho de 1970. 
Já em 23 de novembro de 1995, a Secretaria Estadual da Defesa do Consumidor, que mais tarde se tornou a Coordenadoria da Proteção e Defesa do Consumidor, virou a Fundação Procon-SP, uma das extensões da Secretaria da Justiça. 
Antes de ser ocupado pela Secretaria da Justiça e da Defesa da Cidadania, abrigou também a Caixa Econômica Estadual e o Tribunal de Alçada. Foi 1997, sob a gestão de Mário Covas, que os dois edifícios passaram a abrigar, de forma permanente, a Secretaria da Justiça e da Defesa da Cidadania, sob a administração de Belisário dos Santos Junior, secretário da Justiça e da Defesa da Cidadania do Estado de São Paulo entre 1º de janeiro de 1995 e 6 de julho de 2000. Atualmente, Márcio Fernando Elias Rosa é o secretario da Justiça e da Defesa da Cidadania, assumindo no dia 1 de junho de 2016. 

#### Acervo documental
O Arquivo Público do Estado de São Paulo (APESP) dispõe de um acervo muito expressivo produzido e/ou acumulado pela Secretaria de Justiça ao longo dos séculos XIX e XX.  São 777 metros (lineares) de documentação, com destaque para 4.245 caixas-arquivo contendo documentos textuais, 930 livros (como, por exemplo, livros de matrícula, protocolo, assentamento e registro de atos administrativos) e 2360 ampliações fotográficas (em geral, registros fotográficos dos núcleos coloniais vigentes nos 3 primeiros decênios do século XX).
Além de sua importância como fonte de pesquisa acadêmica e não-acadêmica, parte dessa documentação ainda detém valor probatório, como por exemplo, alguns títulos de propriedade e processos de regularização de terras da Procuradoria do Patrimônio Imobiliário, além de muitos processos de solicitação de concessão de lotes de terras do Instituto de Terras do Estado.

## Arquitetura

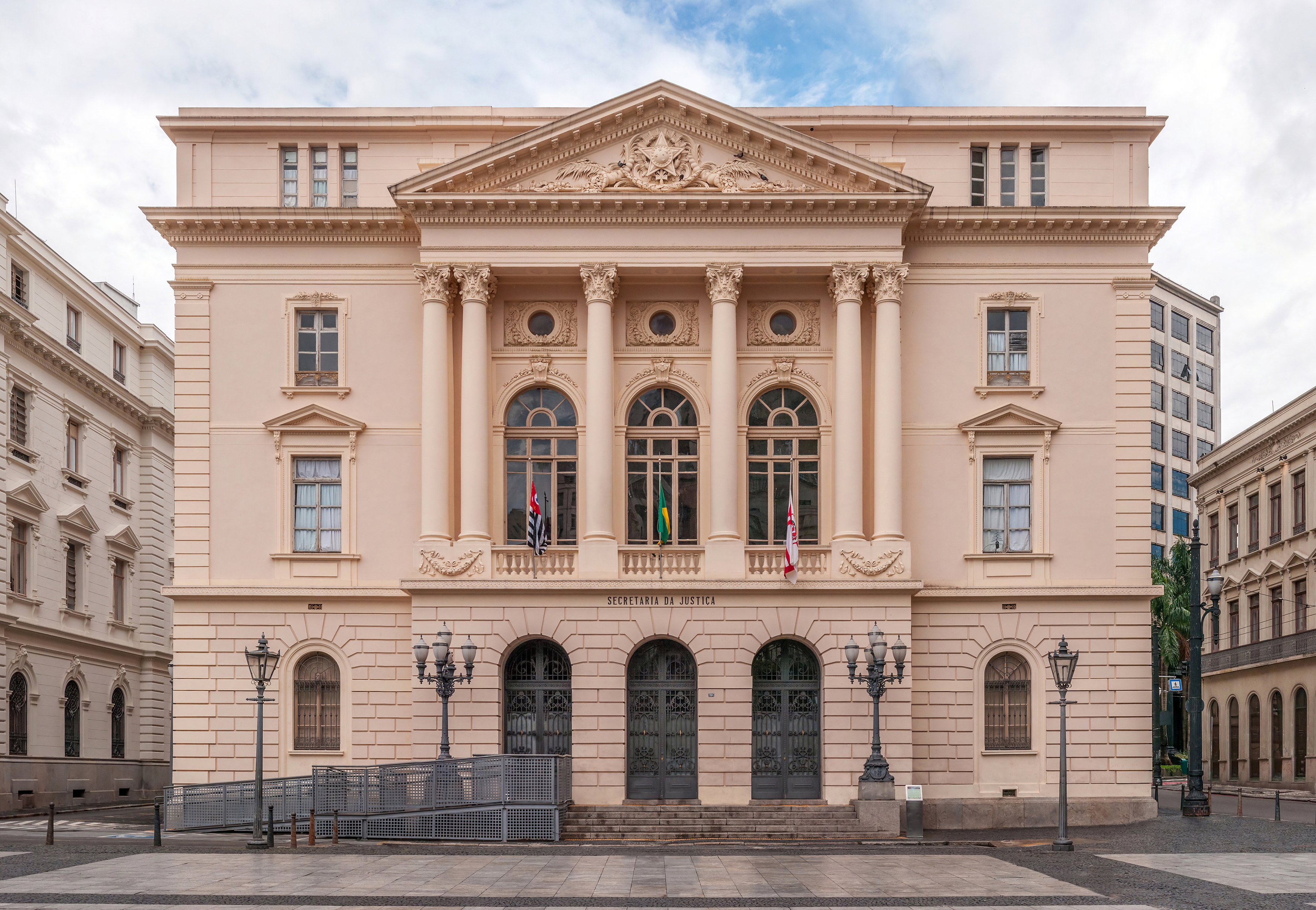
Fachada da antiga Secretaria da Fazenda e do Tesouro, atual Secretaria da Justiça (nº 184).

Os dois prédios foram as primeiras obras de Ramos de Azevedo na cidade de São Paulo. Por influência do engenheiro-arquiteto português Ricardo Severo, Ramos de Azevedo passou a realizar suas obras mais importantes orientando-se pela tradição européia beaux arts do estilo neoclássico e do ecletismo acadêmico, dando forma material à chamada belle époque paulistana. 
Assim, ambos os prédios obedecem ao estilo neoclássico e possuem três andares.  A iluminação natural do prédio deve-se pela claraboia sustentada por uma armação de ferro em estilo belga no pátio interno, além de uma cobertura de vidro (o da antiga secretaria da Agricultura, atual Secretaria da Defesa da Cidadania, é retangular e o da antiga secretaria da Fazenda e do Tesouro, atual Secretaria da Justiça, quadrado). Em 2000, após uma reforma no interior dos edifícios, retirou-se uma estrutura metálica que fazia o fechamento dos pátios internos. Em sua obra original, montada com vidro aramado, este ornamento acabava por isolar os outros dois andares dos prédios, além de uma grade que protegia o vidro. Após a reforma, a estrutura foi mantida sem vidros e uma estrutura de vidro laminado no lugar da grade metálica. O resultado foi bom, permitindo a entrada de luz e impedindo a passagem de calor. Os prédios foram construídos com alvenaria de tijolos, ambos ecléticos e que possuem alguns elementos classicizantes.
No Salão dos Anjos, um dos espaços do edifício 184, encontra-se a técnica de pintura mural, feita em base de gesso úmida e que serve como decoração do teto, além das paredes com temas mitológicos e de cores mais sóbrias (marcas da estética do neoclassicismo). No subsolo existem duas sala-cofres que, quando ocupada pela Secretaria da Fazenda e do Tesouro, eram trancadas com portas blindadas de fabricação inglesa. Hoje, servem como almoxarifado.
Já o edifício de número 148 é considerado mais ornamentado. Bem como o imóvel 184, este conta com a iluminação natural sustentado pelo mesmo tipo de armação de ferro belga. Um dos ornamentos do prédio 148 que obedecem o estilo neoclássico é o corrimão em madeira e os arabescos típicos da época em ferro contorcido.

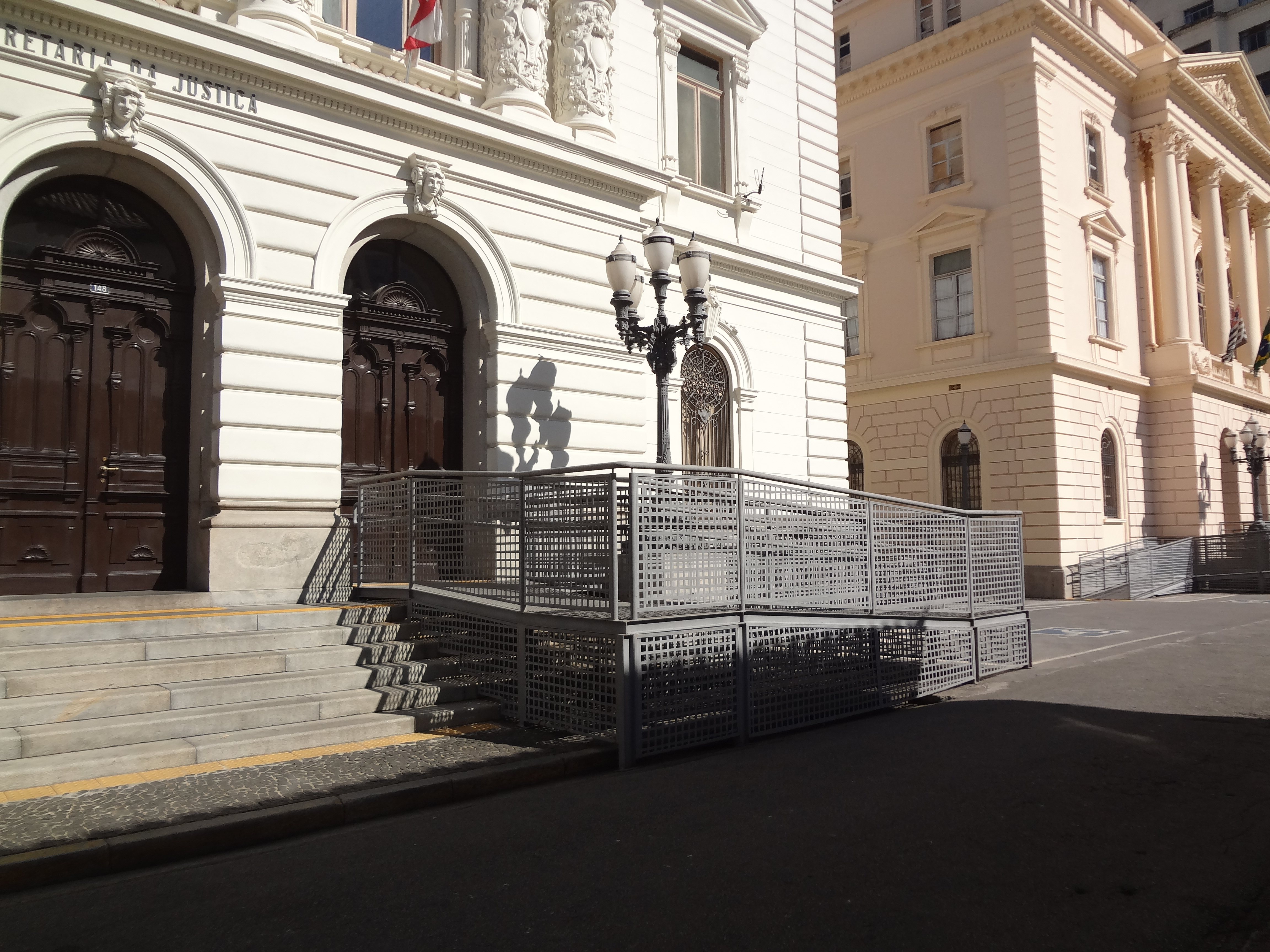
Acesso a cadeirantes após a restauração dos edifícios

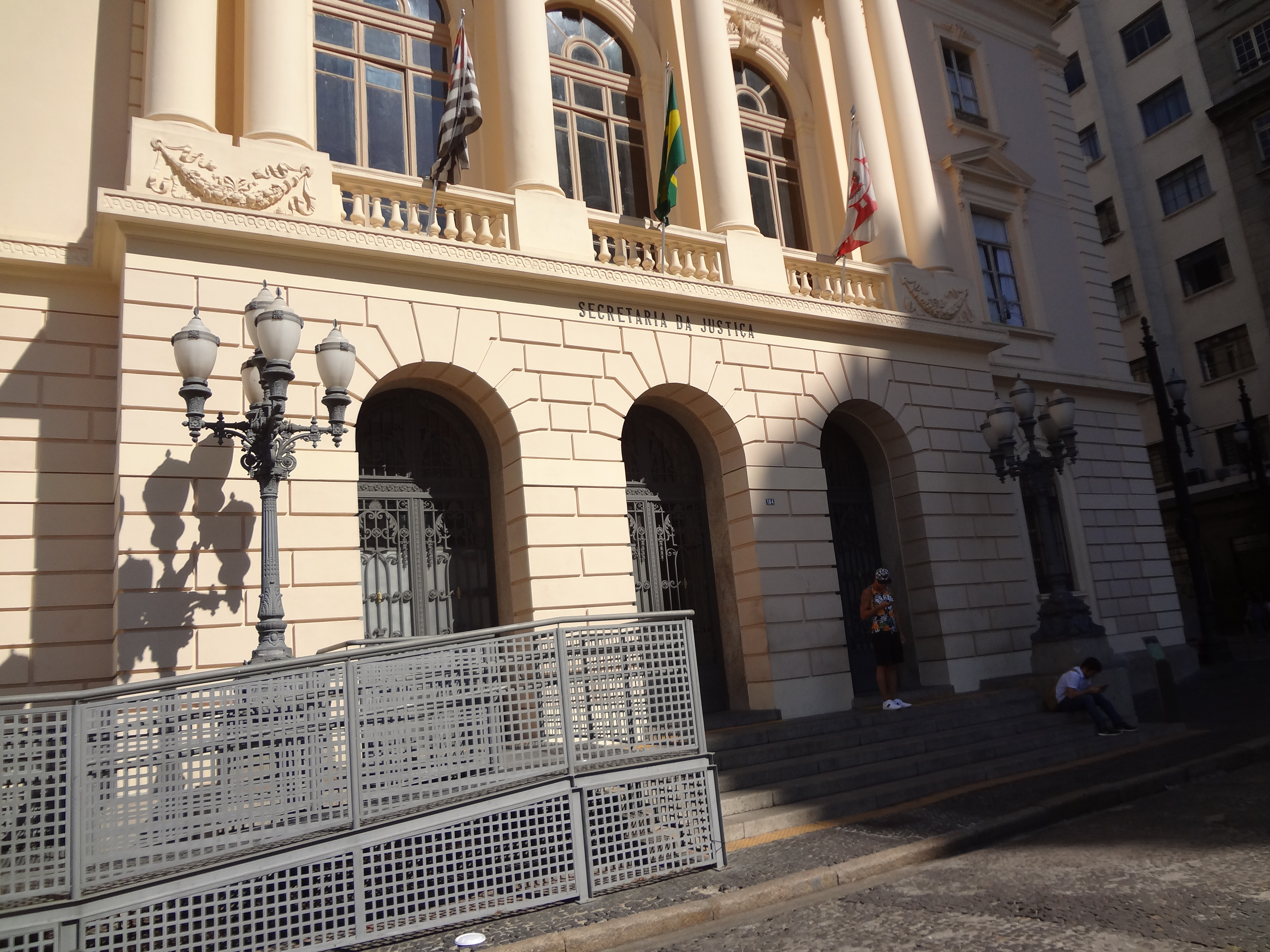
Acesso a cadeirantes após a restauração dos edifícios

### "Bibliotheca"
Ainda no imóvel de número 148, existe a biblioteca da secretaria no andar térreo, oferecendo mais de 10 mil volumes sobre Direito Administrativo, Direito Constitucional e Direitos Humanos, além de 50 mil títulos de revistas que preserva raridades de mais de 100 anos. Em algumas peças da mobília no edifício, há inscrições talhadas em madeira que indicam o patrimônio original da Secretaria da Agricultura do final do século XIX. Além disso, no assoalho da biblioteca é possível observar a marca de corte da passagem subterrânea que antigamente ligava os dois prédios a outros pontos turísticos do centro de São Paulo, como a Igreja Padre Anchieta. A passagem fora fechada durante o século XX por questões sanitárias. A biblioteca é aberta ao público somente para consultas e recebe cerca de 50 estudantes, procuradores e secretários de Estado por mês.

### Restauro
Em 26 de setembro de 2013, a então secretária Eloisa de Sousa Arruda, junto com a organização Companhia de Restauro, assinou a revitalização dos prédios do Pátio do Colégio. Isso resultou no restauro das fachadas dos edifícios e dos telhados, em obras de acessibilidade e a elaboração de projetos de reparo nas demais áreas, que totalizaram cerca de 5.600m². O levantamento técnico dos prédios foi feito com a tecnologia de escaneamento em três dimensões, que não exige contato físico com superfícies e objetos, o que poderia causar danos à arquitetura dos prédios. Foi em dezembro de 2014 que a nova fachada das Secretaria foi inaugurada pelo governador Geraldo Alckmin e pela então secretária. A cerimônia aconteceu na Capela São José de Anchieta e contou coma apresentação da Camareta da Polícia Miltar de São Paulo.
Em 2016, o auditório Espaço Cidadania Franco Montoro, abrigado pelo prédio de número 184, ganhou outra reforma. Com o investimento de R$ 2,96 milhões pelo Fundo Estadual de Defesa dos Interesses Difusos (FID), houve modernização de equipamentos e reformas do hall de entrada, além da passagem e pátio interno do edifício. Bem como a reforma dos prédios de 2013/14, o auditório também recebeu obras de acessibilidade . 
Apesar de ambos os prédios terem sofrido algumas descaracterizações após algumas reformas, ocorridas principalmente na década de 1950, pode-se observar vestígios de pinturas decorativas em quase todos os ambientes dos prédios.

## Tombamento
Em 1988, o CONPRESP (Conselho Municipal de Preservação do Patrimônio Histórico, Cultural e Ambiental da cidade de São Paulo) tombou, dentre outros patrimônios, o conjunto arquitetônico pelo Decreto Municipal nº 26.818, de 09 de setembro de 1988, como integrante do acervo a ser preservado no núcleo histórico do "Pateo do Colégio".
As reformas no auditório em 2016, bem como as das fachadas dos dois prédios em 2013 e 2014, ganham importância história devido a recuperação de seus espaços que não apaga as características originais dos edifícios.
São 128 anos de história desde que Ramos de Azevedo foi convidado para realizar o projeto do Governo de São Paulo. A importância de suas obras se dá pelo estilo neoclássico arquitetônicos, na época considerados de "bom gosto", e que eram preferências do arquiteto no momento de realizar algum projeto, que impulsionou o movimento da modernização urbana de São Paulo.

## Galeria

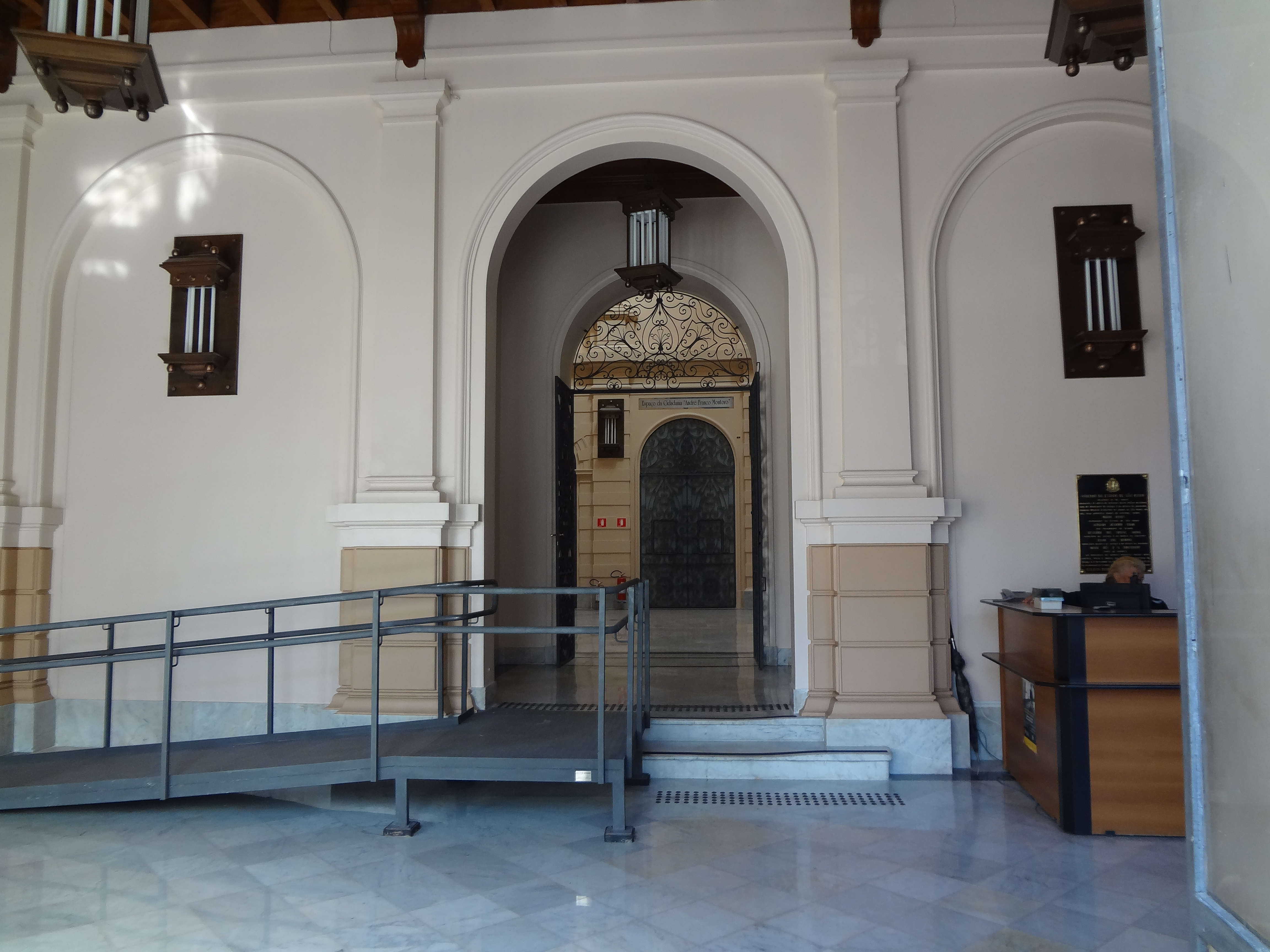
Interior de um dos edifícios da Secretaria da Justiça e da Defesa da Cidadania
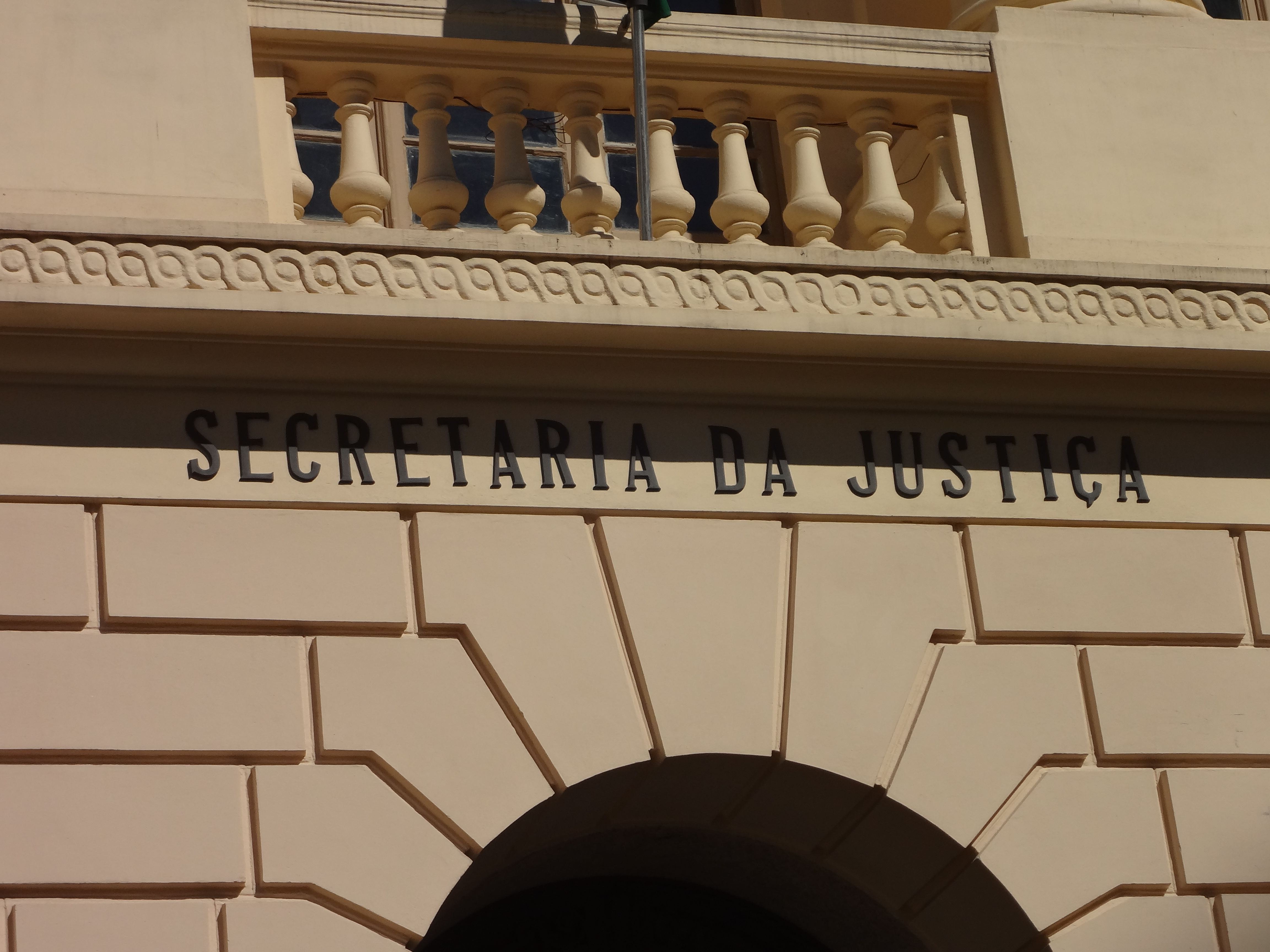
Letreiro da Secretaria da Justiça
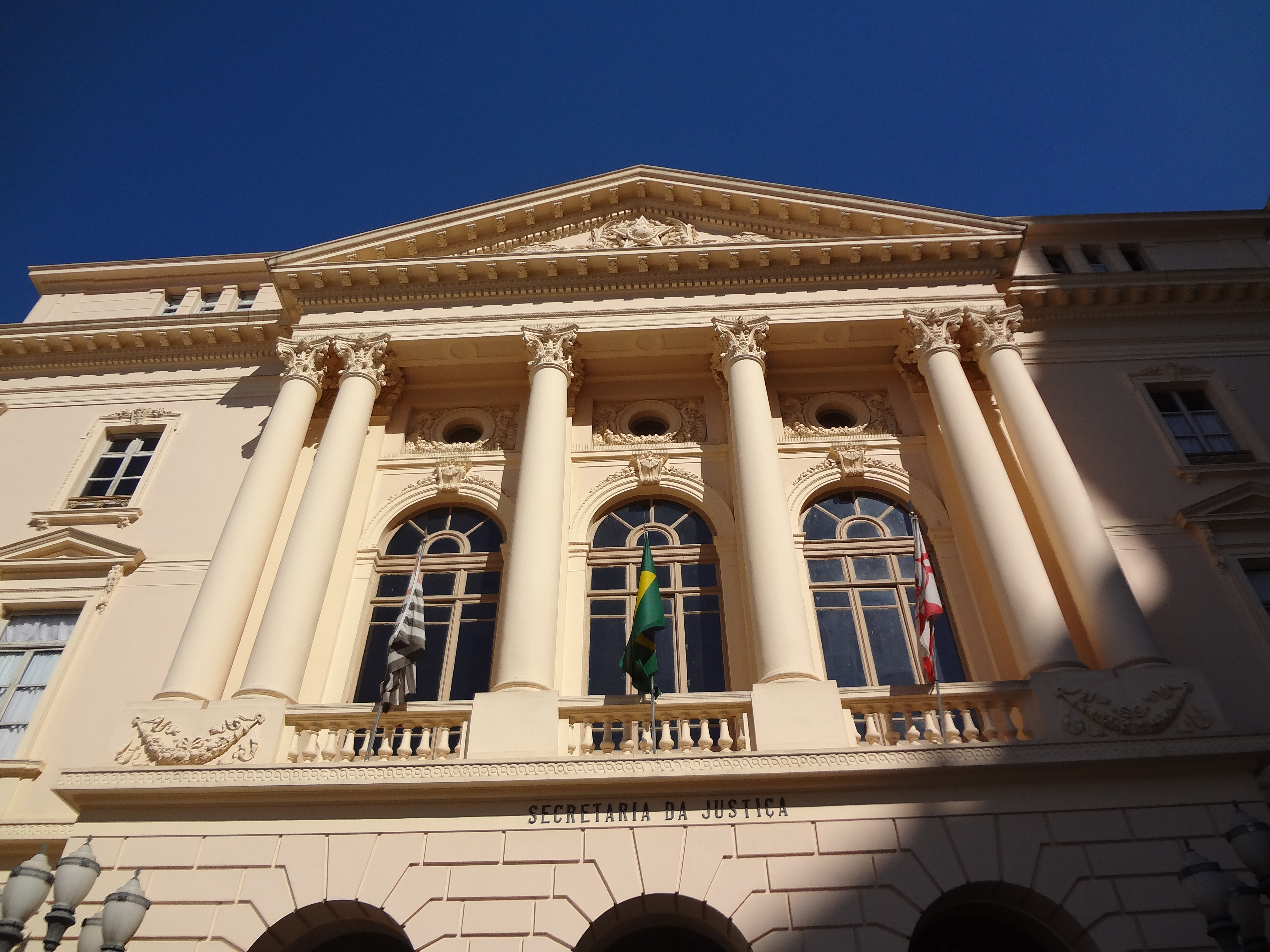
Detalhes da Secretaria da Justiça
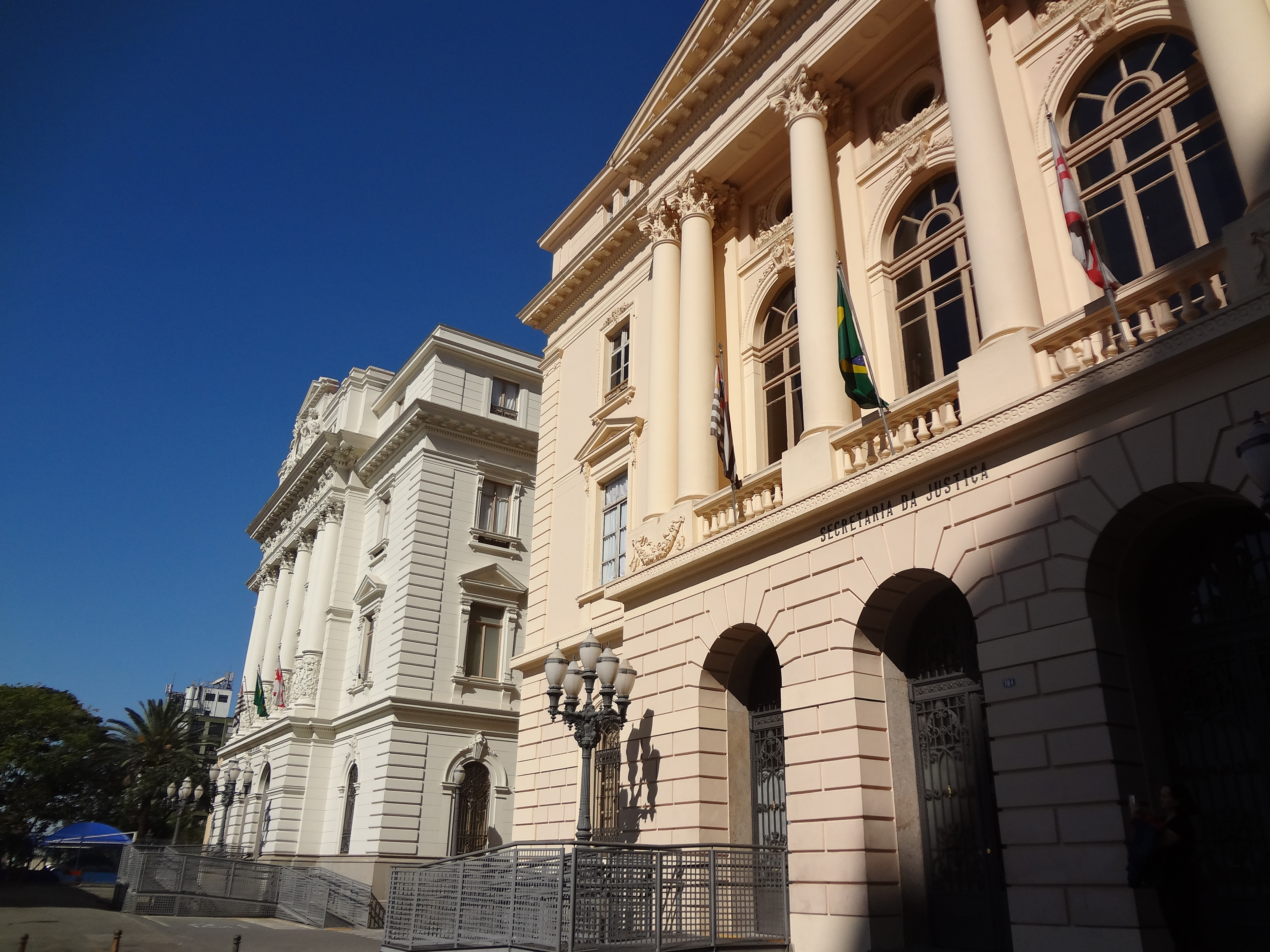
Edifícios da Secretaria da Justiça e da Cidadania
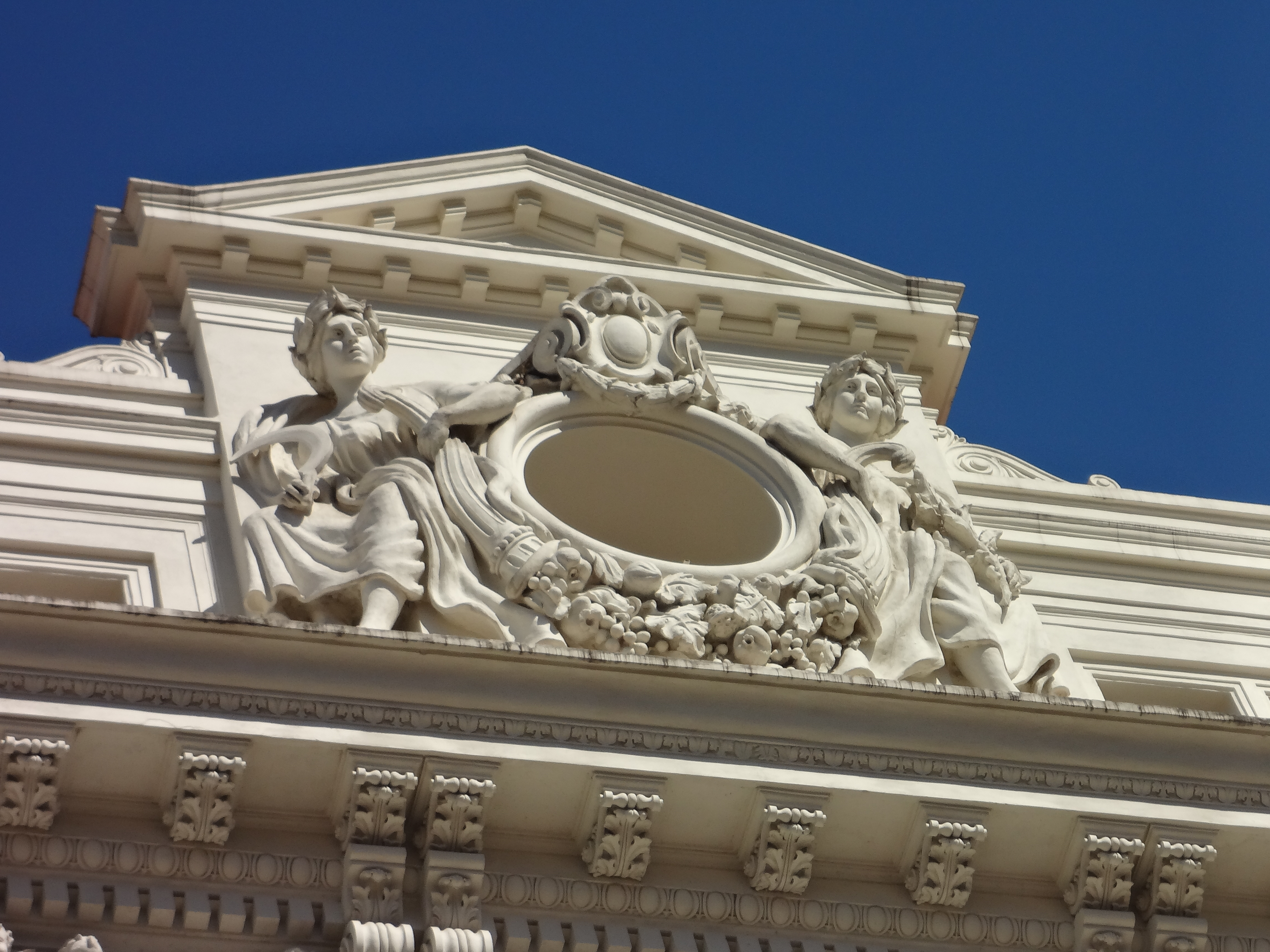
Detalhes do edifício da Secretaria da Defesa da Cidadania
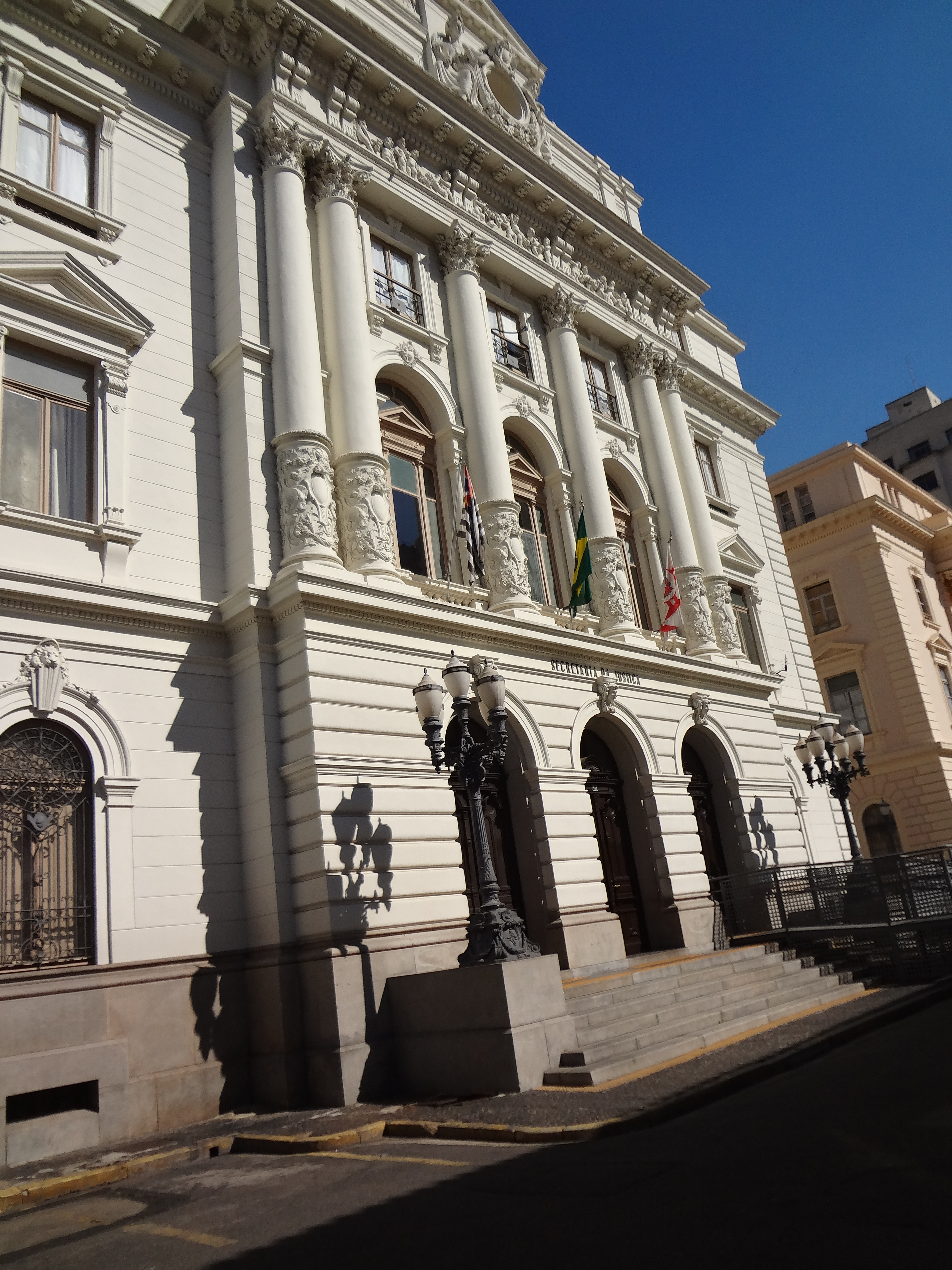
Edifício da Secretaria da Defesa da Cidadania
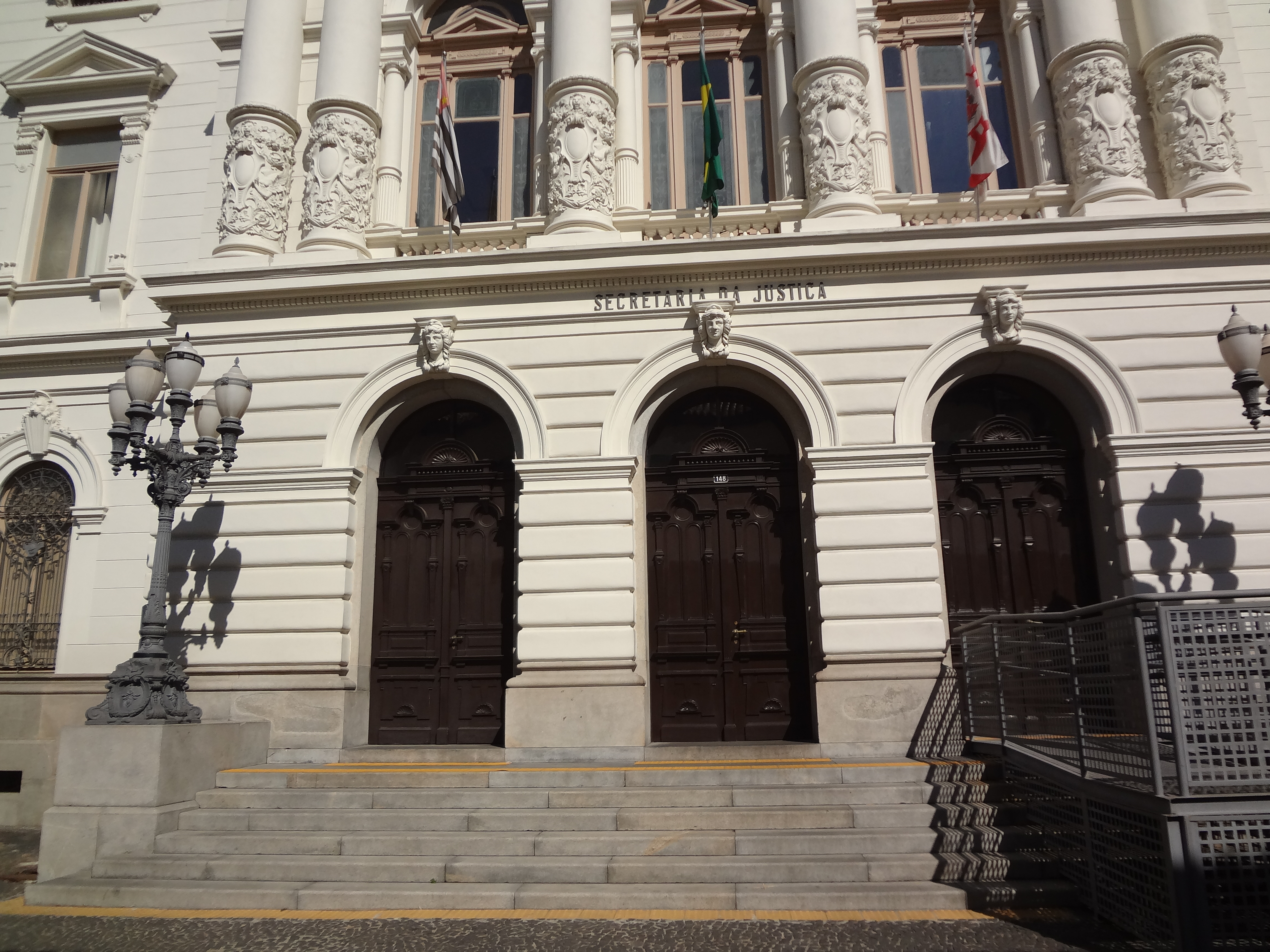
Secretaria da Defesa da Cidadania